# 에티오피아-에리트레아 전쟁
에티오피아-에리트레아 전쟁은 1998년 5월부터 2000년 6월까지 에티오피아와 에리트레아 사이에 벌어진 분쟁으로, 최종 평화는 처음 대립한 지 20년이 지난 2018년에야 합의됐다. 에리트레아와 에티오피아는 전쟁에 수억 달러를 썼고, 분쟁의 직접적인 결과로 수만 명의 사상자를 냈다. 사소한 테두리 변경만 수행되었다.
헤이그 국제위원회의 판결에 따르면 에리트레아는 국제법을 어기고 에티오피아를 침공해 전쟁을 촉발했다. 전쟁이 끝나자 에티오피아는 분쟁 지역을 모두 장악하고 에리트레아로 진출했다. 전쟁이 끝난 뒤 유엔이 설립한 에리트레아-에티오피아 경계위원회는 분쟁의 중심지인 바드메를 에리트레아의 영토로 규정했다. 2019년 현재 에티오피아는 바드메 마을을 포함한 바드메 근처의 영토를 여전히 차지하고 있다. 2018년 6월 5일 아비 아머드 총리를 단장으로 하는 에티오피아(에티오피아 인민혁명민주전선) 집권 연립정부는 2000년 에리트레아와 체결한 평화조약을 2018년 7월 양당이 선언한 평화조약을 전면 이행하기로 합의했다.

## 배경
1961년부터 1991년까지 에리트레아는 에티오피아에 대항하여 오랜 독립전쟁을 치렀다. 에티오피아 내전은 1974년 9월 12일 마르크스주의자 데르그가 하일레 셀라시에 황제에 대항하여 쿠데타를 일으키면서 시작되었다. 1991년 티그라이 인민해방전선(TPLF)이 이끄는 반군단체 연합인 에티오피아 인민혁명민주전선(EPRDF)이 데르그 정부를 전복하고 에티오피아 수도 아디스아바바에 과도정부를 수립할 때까지 지속됐다. 동유럽의 공산주의 몰락으로 지지도가 떨어져 데르그 정부는 약해졌다.
내전 기간 동안, 데르그 정부와 싸우는 단체들은 공동의 적을 가지고 있었고, 그래서 TPLF는 에리트레아 인민해방전선(EPLF)과 동맹을 맺었다. 1991년 유엔의 정권 이양으로 EPLF가 에리트레아에 자치 과도정부를 수립하고 에리트레아에서 에리트레아에서 에리트레아에서 탈퇴를 원하는지 국민투표를 실시하기로 합의했다. 국민투표가 실시되었고 투표는 압도적으로 독립에 찬성했다. 1993년 4월 독립이 이루어졌고 새로운 국가는 유엔에 가입했다.
1991년, 에리트레아의 EPLF 지원 과도 정부와 에티오피아의 TPLF 지원 과도 정부는 에리트레아의 예측된 독립을 둘러싸고 두 전 전시 동맹국 사이에서 발생한 문제들을 조사하기 위한 위원회를 설립하는데 동의했다. 이 위원회는 성공적이지 못했고, 이후 몇 년 동안 두 주권 국가의 정부 간의 관계는 악화되었다.
두 나라 사이의 국경을 결정하는 것은 큰 갈등이 되었고, 1997년 11월, 국경 위원회가 설립되어 구체적인 분쟁을 해결하기 위해 노력하였다. 연방 이후와 독립 이전까지 국경선은 연방도 간의 경계선에 불과해 경미한 의미를 지니지 못했으며, 당초 양국 정부는 독립 직전과 같은 경계선을 유지해야 한다는 데 암묵적으로 합의했다. 그러나 독립과 동시에 국경선은 국제 국경선이 되었고, 양국 정부는 국경선이 전체 길이를 따라 가야 한다는 선에서 합의할 수 없었고, 이탈리아와 에티오피아의 식민지 시대 조약을 되돌아보며 국가 간 국경선의 정확한 선을 위한 국제법의 근거를 찾았다. 그 후, 그들이 그 협정들과 조약들의 해석에 동의할 수 없었기 때문에 문제가 발생했고, 국제법상 식민지 조약이 두 나라에 얼마나 구속력이 있는지는 명확하지 않았다.

## 여파

### 교전 중단
2000년 6월 18일 양국은 포괄적 평화협정과 알제 협정에 따른 분쟁의 구속력 있는 중재에 합의하였다. 2000년 7월 31일, 유엔 안전보장이사회는 결의안 1312호를 채택했고, 에리트레아 내에 60여 개국의 유엔 사절단과 에리트레아(UNME)가 순찰하는 25km 넓이의 임시 안전지대(TSZ)가 설치되었다. 2000년 12월 12일 양국 정부가 평화협정을 체결했다.

### 계속되는 긴장
2002년 4월 13일, 헤이그의 상설중재법원과 협력하여 알제 협정에 따라 설립된 에리트레아-에티오피아 경계 위원회는 "최종적이고 구속력 있는" 판결에 동의했다. 이번 판결은 양측에 일부 영토를 부여했지만, 에리트레아에는 바드메(분쟁의 발화점)가 수여되었다.

### 2018년 평화 협정
아비 아머드 신임 총리가 이끄는 에티오피아 정부는 2018년 6월 5일 전격적으로 알제 협정의 조건을 전면 수용했다고 발표했다. 에티오피아는 2002년 유엔이 지지한 에리트레아-에티오피아 경계위원회(EBC) 판결에 따라 에리트레아 마을 등 분쟁 지역을 에리트레아에 부여한 결과도 수용하겠다고 밝혔다.
에리트레아의 이사이아스 아페웨르키 대통령은 "긍정적인 신호"에 주목했다.
오스만 살레 에리트레아 외무장관은 2018년 6월 말 아디스아바바를 방문했을 때 거의 20년 만에 에티오피아에 첫 에리트레아 대표단을 이끌었다.
2018년 7월 아스마라에서 열린 정상회담에서 이사이아스 아페웨르키 에리트레아 대통령과 아비 아머드 에티오피아 총리는 에티오피아와 에리트레아의 전쟁 종식 공동선언서에 서명했다. 평화협정에 따라 에티오피아 항공이 20년 만에 에리트레아로 운항을 재개한 것은 2018년 7월 18일이었다. ET0312편이 아스마라행 볼레 국제공항을 출발했다.
에티오피아의 수상 아비 아머드는 그의 노력으로 2019년 노벨 평화상을 수상했다.
2020년 2월 7일 주요 국영매체인 에리트레아 TV와 딤시 하파시 라디오 프로그램과의 인터뷰에서, 대통령은 이사이아스 아페웨르키 대통령과 평화협정 절차의 최종화에 대한 불확실성을 표명했다. 그는 바드메의 상태가 지난 몇 달 동안 고조되었다고 말했다. 분쟁지를 얻기 위해 에리트레아에 유리한 결정이 내려졌음에도 불구하고, 대통령은 바드메 인근 지역의 권력을 장악하고 있는 소규모 집단을 지칭하며 결정을 바꾸기 위해 더 많은 갈등을 요구하고 있다. 따라서, 에리트레아 대통령에 따르면, 바드메의 상황은 악화되었고, 향후 추가적인 갈등으로 이어질 수 있다고 한다.

## 같이 보기
- 티그라이 전쟁